# Парфеній IV
Парфеній IV (? — після 1685) — патріарх Константинопольський, обирався 5 раз (1657—1659, 1665—1667, 1671, 1675—1676, 1684—1685).

## Життєпис
Про його раннє життя відомо небагато. Він народився в першій половині сімнадцятого століття, ймовірно, в Адріанополі . Його також називають Могілалосом або Чумчумісом. Він став відомим, коли був обраний митрополитом Пруси (Бурса в сучасній Туреччині) у січні 1655 року. Будучи митрополитом Прусським, він опікувався реставрацією та оздобленням церкви св. Георгія, яка стала кафедральним собором міста Пруса.
Він вперше став Константинопольським патріархом 1 травня 1657 року і залишався патріархом до червня 1662 року, коли був скинутий і повернувся на свій старий престол . Однак він залишався там недовго. Залишивши єпархію Пруса, він оселився у Валахії . З Валахії він повернувся до Константинополя, щоб знову стати патріархом 21 жовтня 1665 року. У вересні 1667 року він був удруге скинутий з патріаршого престолу і засланий на Тенедос. Через кілька місяців його відкликали і призначили Браїльським митрополитом, згодом він оселився в Адріанополі і став Тирновським митрополитом «eis zoarkeian» (тобто без душпастирських зобов'язань).
У березні 1671 року Парфеній втретє став Константинопольським патріархом, заплативши 20 тис. флоринів. Він був патріархом близько півроку, до жовтня 1671-го, коли був засланий на Кіпр. Пізніше йому дозволили залишити заслання, і він повернувся до Адріанополя. Парфеній вчетверте став патріархом 1 січня 1675 року з терміном повноважень до 24 жовтня 1676 року. Вп'яте на посаді Константинопольського патріарха він був з 1684 по 1685 роки, перш ніж був відійшов у відставку як «eis zoarkeian» митрополит Анхіало.
Дата смерті Парфенія невідома, але, ймовірно, це було наприкінці сімнадцятого століття, в Адріанополі.

## ВизволенняЮрія Хмельницького
Під час своєї четвертої каденції Партеній IV на прохання запорожців випросив помилування Юрію Хмельницькому, який був ув'язнений у Стамбулі, і переконав османів у доцільності підтримати його на гетьманство.
Як засвідчував секретар французького посольства у Стамбулі де ла Круа, Константинопольський патріарх після отримання звістки про капітуляцію Петра Дорошенка запропонував турецькому урядові проголосити Юрія Хмельницького «Князем Сарматським і Гетьманом Козацьким, на підставі договорів Портою та іншими державами гарантованих». Спочатку Юрій Хмельницький, який був пригнічений довгими роками ув'язнення, відмовлявся від пропонованої йому ролі, однак незабаром «він дослухався до переконань патріарха й товмача, які повідомили йому, що він не може порушити наказ великого правителя, не прирікши себе на смерть...».